# Cryptocercus relictus
Cryptocercus relictus är en kackerlacksart som beskrevs av Bei-Bienko 1935. Cryptocercus relictus ingår i släktet Cryptocercus och familjen Cryptocercidae. Inga underarter finns listade i Catalogue of Life.